# 김동렬 (독립운동가)
김동렬(金棟列, 1926년 3월 15일~2008년 5월 3일)은 대한민국의 독립운동가이자, 2005년 8월 15일, 대통령 표창장을 수여받은 이이기도 하다.

## 생애
경상남도 산청 지역의 부농가 대농 집안에서 슬하 3남 6녀(9남매) 중 차남(일곱째)으로 출생한 그는, 17세 시절(만16세)이던 1942년 5월 12일, 당시 결혼 18년차였던 첫째 누나(맏누나 부부)의 시척 중 경성부 사는 첫째 누나 시삼촌 되는 곽서방님 댁에서 하숙하던 중 일경에 쫓기는 독립운동가 일행들을 지원하다가 발각되어 옥고를 치렀다. 경성 동대문 돈암정(현재의 서울 동대문구 돈암동(敦岩洞))의 첫째 누나 시삼촌 경성 분갓댁에서 하숙을 하던 그는 1942년 당시 대한제국 독립의 실현을 목적으로 활동하다 체포된 후 탈옥한 정태옥(鄭泰玉)이 일경에 쫓기는 어려움에 처해 있을 때, 여비 및 의복 등 편의를 제공하는 한편 향후 독립에 대한 대화를 나누면서 동지적 관계를 맺었다. 그 당시 정태옥은 중앙청년동맹(中央靑年同盟)의 집행위원 등을 역임했으며, 그 정태옥이야말로 1930년대 이래 조선공산당(朝鮮共産黨) 재건운동 경기도 인천 조직준비위원회 중앙집행위원 등을 지낸 책임자로 활동하던 사회운동가 출신이었다. 결국 정태옥은 1937년 징역 10년형을 선고받고 옥고를 치르던 중 탈출하는 과정에서 당시 17세 김동렬 그가 피신을 도왔던 것인데, 일경에 발각되어 두 사람 모두 체포되었다. 김동렬은 1942년 12월 11일, 경성지법(경성지방법원)에서 징역 6개월형 및 집행유예 3년 선고를 받기까지 7개월여의 옥고를 치렀으며 1942년 12월 11일, 전격 석방되었다.
그로부터 3년 후 20세 시절(만19세)이던 1945년 8월 15일, 그 당시 결혼 20년차였던 둘째 누나(작은누나 부부)의 시척 중에 경상남도 진주 사는 둘째 누나 시아주버님 댁에서 8·15 광복(을유해방)을 목도하였으며, 또 그로부터 약40여년이 지난 훗날 1988년부터 1989년 탈당(전격 사퇴 선언)할때까지 한 해 동안 통일민주당 당무위원 등을 잠시 지냈다.

## 서훈
대한민국 정부에서는 그의 공훈을 기리고자 2005년 8월 15일, 대통령 표창장을 수여하였다.

## 사후
그의 유해는 대한민국 국립 대전 현충원(독립유공자 묘역)에 안장되어 있다.